# Centratherum intermedium
Centratherum punctatum là một loài thực vật có hoa trong họ Cúc. Loài này được (Link) Less. mô tả khoa học đầu tiên năm 1829.

## Hình ảnh

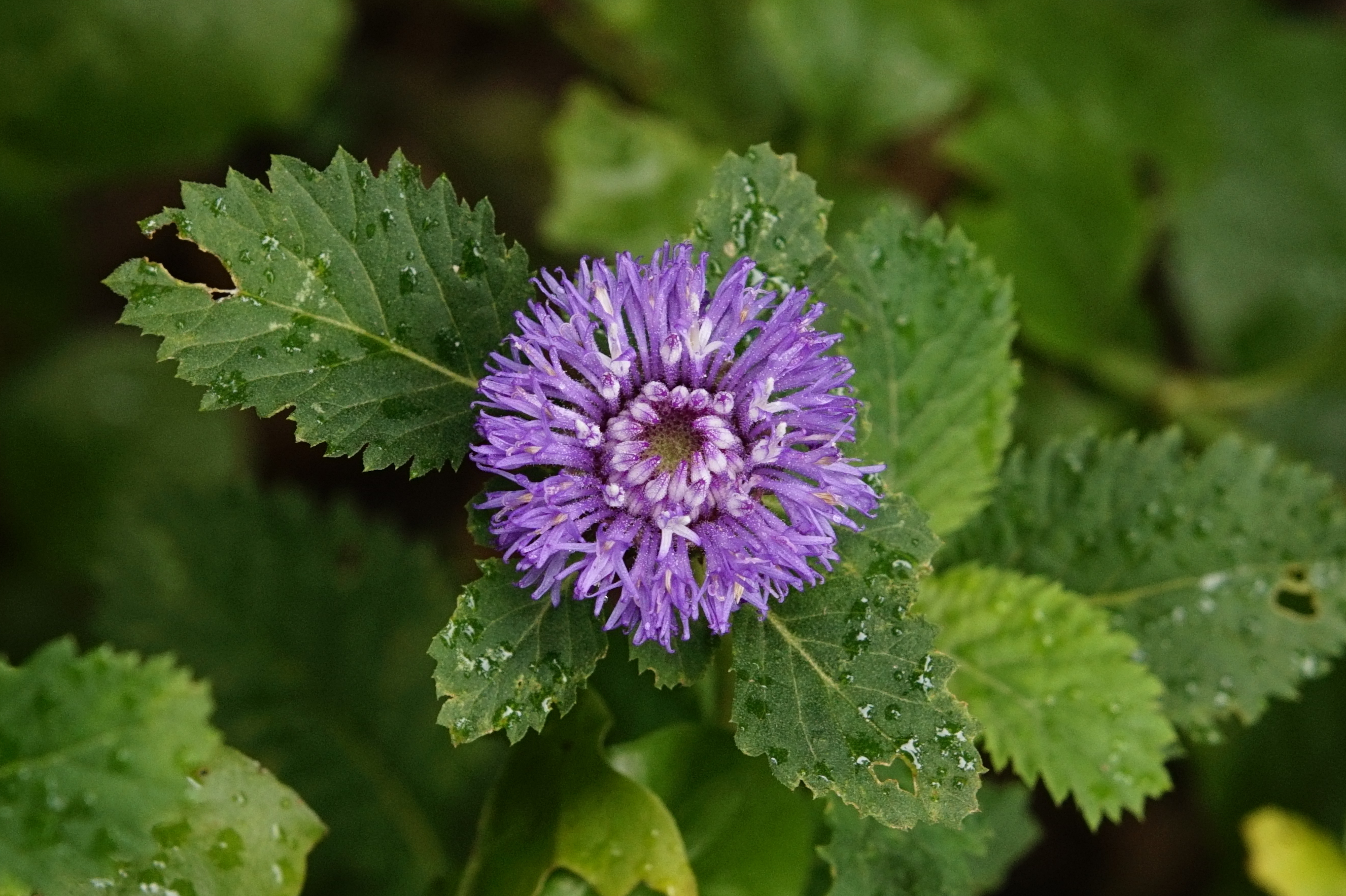
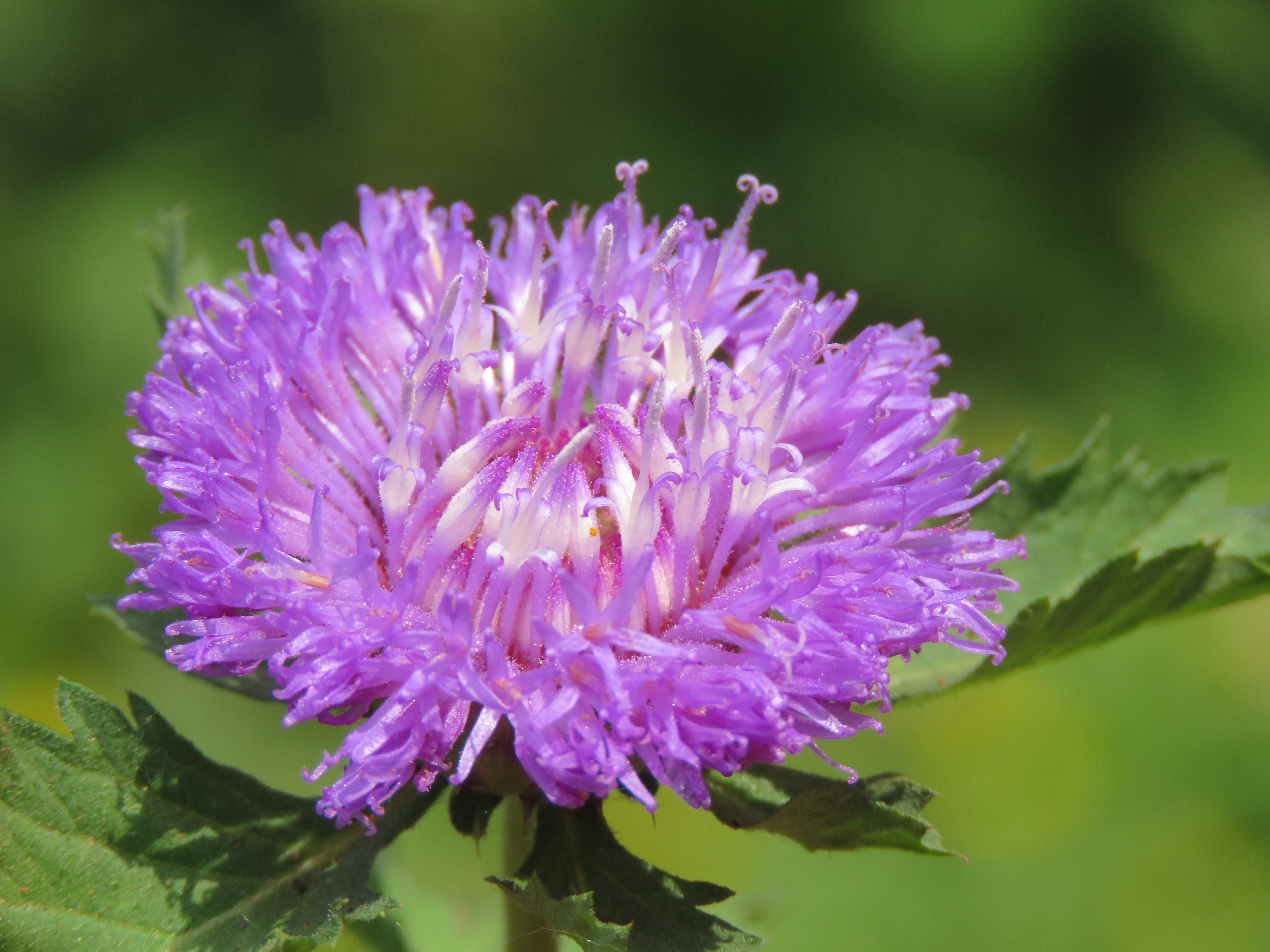
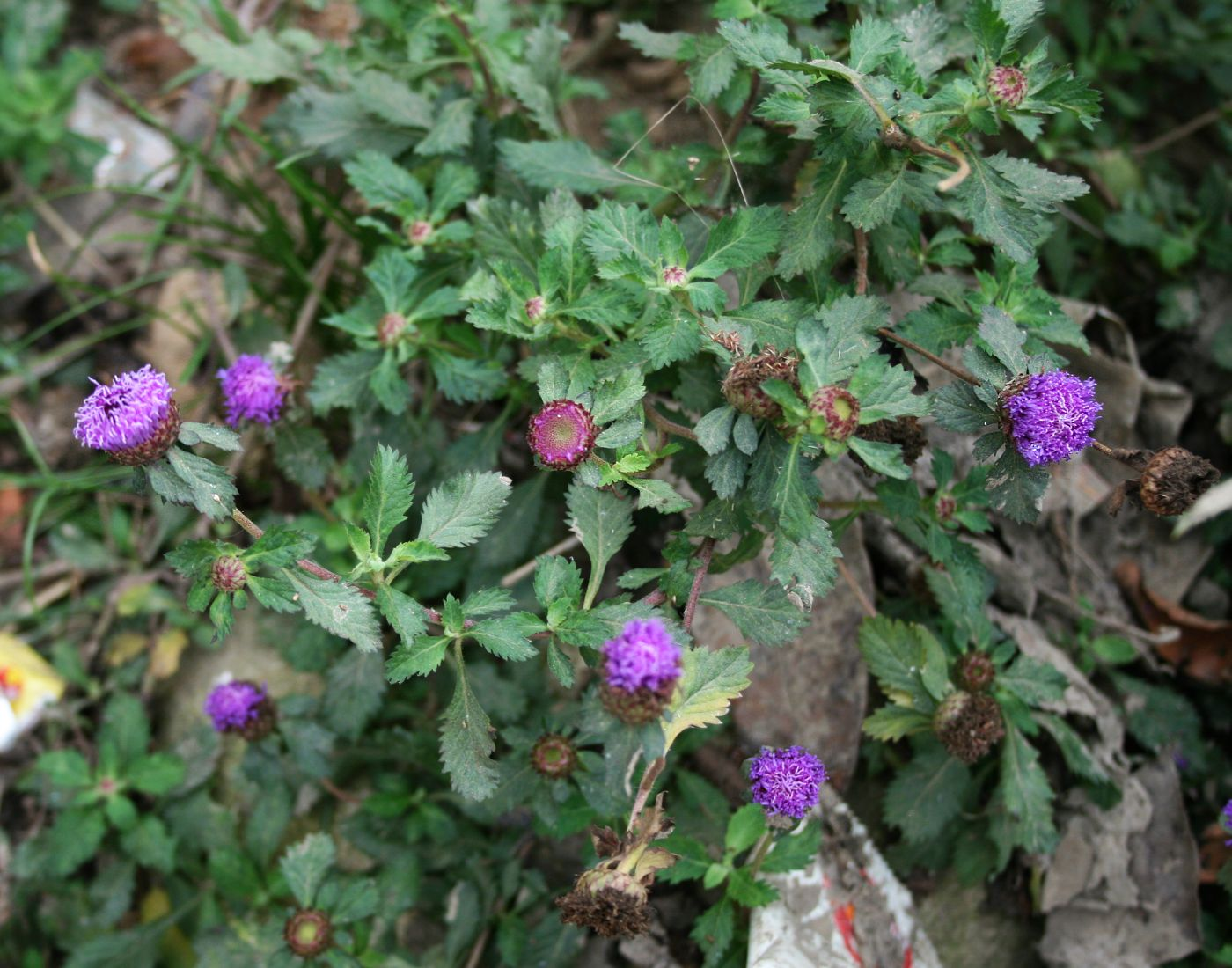